# 武勒尔湖
武勒尔湖也作烏拉爾湖 ，是印度查谟－克什米尔邦杰赫勒姆河干流上的一个淡水湖泊，位于克什米尔山谷北端，斯利那加西北偏北32公里。湖泊面积随季节变大大，范围在30至260平方公里之间，为查谟－克什米尔邦最大的湖泊。湖泊西南岸有索布尔镇，东北部有一小岛，岛上有15世纪遗址。